# Maria Medina
Maria Medina, född 15 juli 1948, är en puertoricansk bågskytt. Hon deltog vid olympiska sommarspelen 1976.